# 童品
童品（1439年—？），字廷式，浙江金華府蘭谿縣人，民籍，明朝政治人物。

## 生平
成化二十二年（1486年）丙午科應天府鄉試第一百二十八名舉人。弘治九年（1496年）中式丙辰科會試第一百七十六名，三甲第二百名進士。官至兵部武选司员外郎。

## 家族
曾祖童常；祖父童範；父童載，遇例冠帶。母陳氏。永感下。弟敏、机。